# Ewald Richard Klien
Ewald Richard Klien (* 10. Juli 1841 in Bautzen; † 5. März 1917 in Dresden) war ein sächsischer Eisenbahningenieur. Bekannt wurde er für seine gemeinsam mit Heinrich Robert Lindner entwickelte Klien-Lindner-Hohlachse, die das Kurvenlaufverhalten von Dampflokomotiven verbesserte.

## Leben
Klien wurde als Sohn eines Maschinenfabrik- und Eisengießereibesitzers geboren. Nach der Ausbildung im väterlichen Unternehmen studierte er an der höheren Gewerbeschule in Chemnitz und anschließend auf dem Polytechnikum in Dresden. Am 30. August 1864 begann er seine Tätigkeit bei den Königlich Sächsischen Staatseisenbahnen. 1867 wurde der nach seiner bestandenen Prüfung für den höheren technischen Staatsdienst zum Maschineningenieur ernannte Klien Leiter des technischen Büros. Am 1. März 1872 übertrug man ihm die Aufgabe des Maschinenmeisters in Leipzig, 1873 wechselte er nach Chemnitz und 1877 erfolgte die Beförderung zum Obermaschinenmeister der Maschinenhauptverwaltung Chemnitz. Zehn Jahre später wurde er Maschinendirektor und Vorstand der Maschinenhauptverwaltung. 1898 wechselte er in die Generaldirektion der Staatsbahn. Sein Aufgabengebiet war das Referat für Lokomotivwesen. Nach weiteren Beförderungen trat er 1907 in den Ruhestand.
Während seiner Tätigkeit bei der Staatsbahn widmete er sich dem Aufbau der ersten größeren Stellwerksanlagen in Sachsen, der Sammelrauchführung in den Heizhäusern sowie der Verbesserung von Lokomotivkonstruktionen. So propagierte er die Einführung der Verbund- und Heißdampflokomotiven in Sachsen. 1893 wurde erstmals eine Lokomotive mit der gemeinsam mit Lindner entwickelten Klien-Lindner-Hohlachse ausgestattet. Damit wurde eine bessere Bogenläufigkeit auch längerer Lokomotiven erreicht. Eine weitere Konstruktion aus seiner Feder war der Klien-Dampftrockner, der 1902 erstmals eingesetzt wurde und eine Vorstufe zum Rauchrohr-Überhitzer darstellt.

## Ehrungen
- Albrechtsorden, Ritterkreuz 1. Klasse
- Zivilverdienstorden (Sachsen), Ritterkreuz 1. Klasse
- Greifenorden (?)
- Postumes Ehrenmitglied des Sächsischen Ingenieur- und Architektenvereins